# Brea Pozo
Brea Pozo är en kommunhuvudort i Argentina.   Den ligger i provinsen Santiago del Estero, i den norra delen av landet, 900 km nordväst om huvudstaden Buenos Aires. Brea Pozo ligger 143 meter över havet och antalet invånare är 1 878.
Terrängen runt Brea Pozo är mycket platt. Runt Brea Pozo är det mycket glesbefolkat, med 5 invånare per kvadratkilometer.. Det finns inga andra samhällen i närheten.
Trakten runt Brea Pozo består i huvudsak av gräsmarker.